# 杨培君
杨培君（1961年10月—），男，汉族，陕西横山人，中华人民共和国政治人物，现任宁夏回族自治区政协副主席。

## 生平
1983年7月毕业于陕西师范大学数学系。1989年5月毕业于陕西机械学院水利系工程水文及水资源专业。
2017年12月当选中国民主建国会中央委员会常务委员。2018年1月起任宁夏回族自治区人民政府副主席。2022年1月，当选为宁夏回族自治区政协副主席。